# Fortunatus

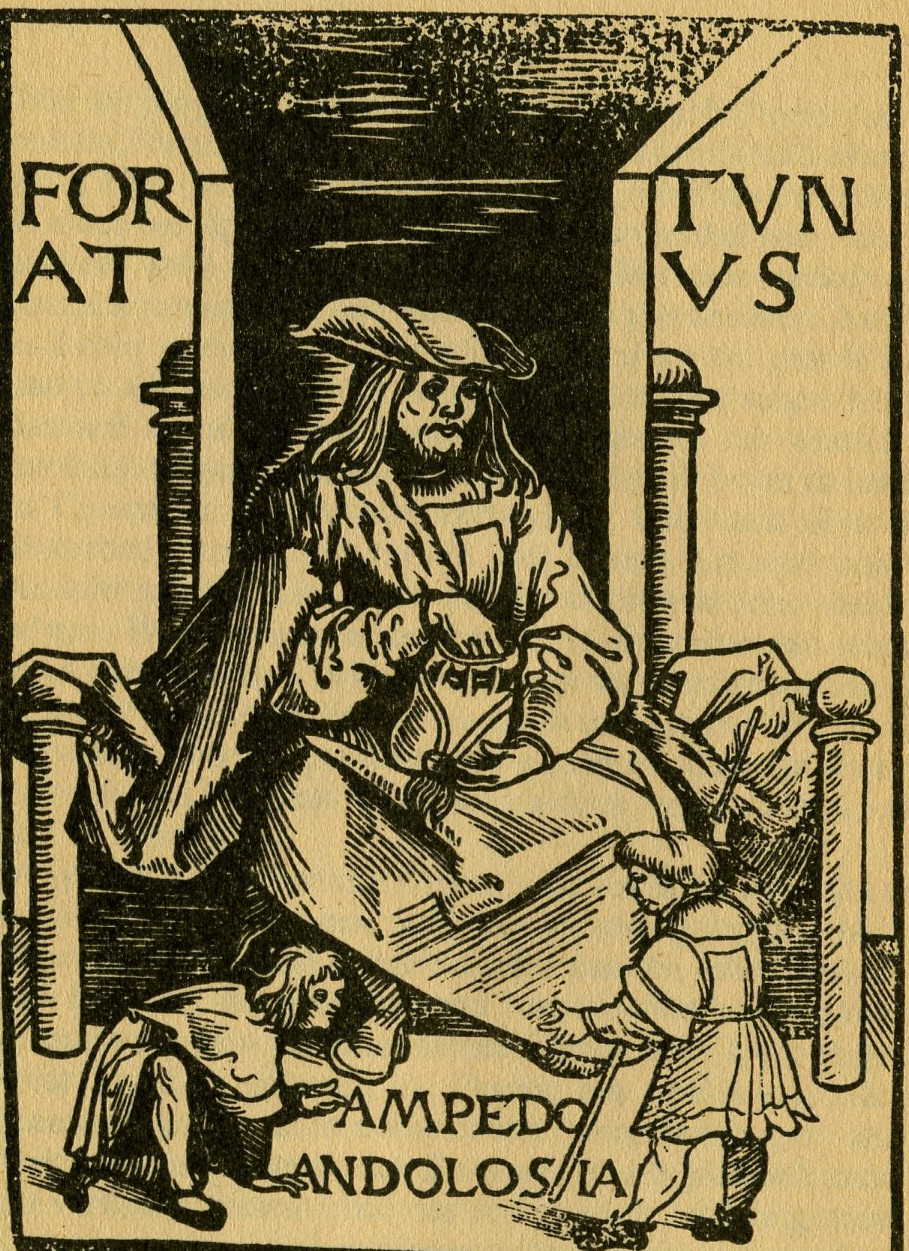
Titelseite der Augsburger Erstausgabe von 1509

Der Fortunatus ist neben „Till Eulenspiegel“, „Reineke Fuchs“ und dem „Hug Schapler“ der Elisabeth von Nassau-Saarbrücken einer der bedeutendsten Prosaromane. Er erschien als erster deutschsprachiger Prosaroman ohne direkte Vorlage 1509 in Augsburg im Druck.

## Verfasserschaft
Der vermutlich in Augsburg ansässige Verfasser ist unbekannt, das Kolophon der Augsburger Erstausgabe von 1509 nennt lediglich einen Johann Heybler als Auftraggeber für den Druck:
Zů trucken verordnet
durch Johannßen Heybler Appotegker
in der kayserlichen stat Augspurg in dem grossen schießen
der mindern jartzal christi im neünden jar.

## Handlung

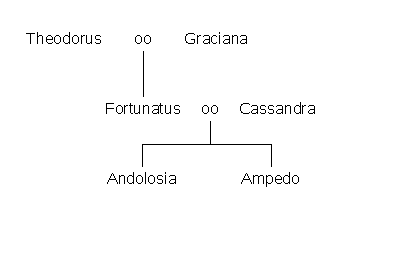
Die Familie von Fortunatus

Erzählt wird die Geschichte von Fortunatus und seiner Familie, wobei drei Generationen erwähnt werden. Im ersten Abschnitt lernen wir Fortunatus auf Zypern kennen, wie er mit seinen Eltern, Theodorus und Graciana, spricht und sein Vater ihm eröffnet, dass er das Vermögen der Familie durchgebracht hat. Für Fortunatus ist dies nun Anlass, Zypern zu verlassen, um seinen Eltern nicht zur Last zu fallen. Zusammen mit dem Grafen von Flandern verlässt er die Insel und begibt sich auf eine Weltreise. Er erfährt viele Abenteuer und gerät dabei nicht nur einmal in Not.

### Fortunatus-Handlung

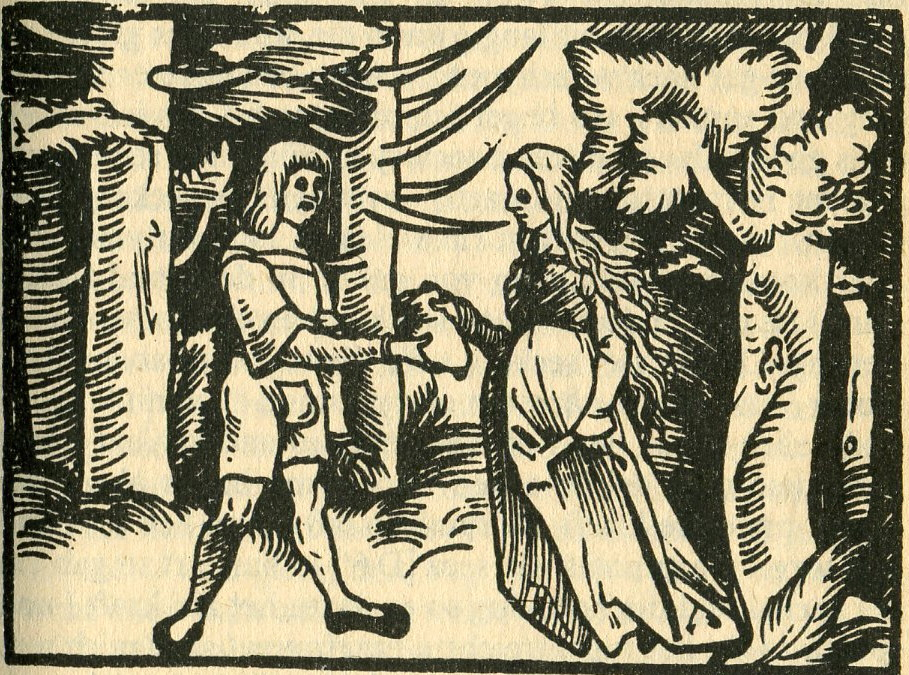
Fortunatus erhält von der junkfraw des glücks (Glücksfee) den Glückssäckel

Wichtig im ersten Teil des Buches, der ganz durch die Fortunatus-Handlung bestimmt wird, ist die Verleihung des Glückssäckels durch Fortuna, die Herrin des Glücks, der ihm und der Generation seiner Kinder ständigen Reichtum gewährt. Der Geldbeutel besitzt Zauberkraft: Wann immer er in den Glückssäckel greift, so findet er darin Geld in Landeswährung. Mit diesem Glückssäckel kann er nun finanziell abgesichert weitere und größere Abenteuer bestehen und mit Gefolge die Welt bereisen. Der Geldbeutel ist Grundlage seines sozialen Aufstiegs. Auf Zypern baut er seiner Familie einen Palast und kann sich mit Cassandra, der Tochter eines Grafen, vermählen, was den Aufstieg für die bürgerliche Familie bedeutet. Mit ihr hat er zwei Söhne, den ruhigen und ängstlichen Ampedo und den draufgängerischen, risikofreudigen Andolosia.

### Andolosia-Handlung
Der zweite Teil des Buches ist durch die Andolosia-Handlung bestimmt und spielt wesentlich auf Zypern, in Spanien und London. Dieser Teil des Buches erzählt den Abstieg und Niedergang der Familie des Fortunatus, die Geschichte endet mit der physischen Auslöschung der Familie, als Andolosia von Räubern getötet wird und Ampedo aus Gram stirbt.

## Sozialer Kontext
Durch Entstehung von Städten mit Handels- und Kaufleuten erlangte das Bürgertum in dieser Zeit immer mehr Reichtum und somit auch Macht. Gleichzeitig entwickelte sich eine Geldwirtschaft (doppelte Buchführung, Bankwesen etc.).
Die Erzählung mit dem Aufstieg der bürgerlichen Figur Fortunatus reflektiert also den Übergang der stratifikatorischen (Einordnung in eine Gesellschaftsschicht durch Geburt, also Klerus, Adel oder Bauerntum) zu einer funktional differenzierten Gesellschaft (gewählte Politik, freie Wirtschaft, moderne Wissenschaft, modernes Rechtssystem etc.).

## Stoffgeschichte
Der Fortunatus-Stoff, eine Erzählung, in der der aus Zypern stammende Held eine nie versiegende Geldbörse von der Glücksgöttin erhält und Europa bereist, wurde von zahlreichen späteren Autoren aufgegriffen, unter anderem von Hans Sachs, Thomas Dekker, Ludwig Tieck, Ludwig Uhland, Adelbert von Chamisso und Friedrich Hebbel.

## Ausgaben
- Fortunatus. Studienausgabe nach der Editio Princeps von 1509. Hrsg. von Hans-Gert Roloff. Bibliographie von Jörg Jungmayr. Stuttgart: Philipp Reclam jun. 2004 (RUB 7721).
- Fortunatus. In: Bibliothek der frühen Neuzeit. Band 1: Romane des 15. und 16. Jahrhunderts. Nach den Erstdrucken mit sämtlichen Holzschnitten. Hrsg. von Jan-Dirk Müller. Frankfurt am Main: Deutscher Klassiker Verlag 1990.
- Die deutschen Volksbücher: Fortunati Glückseckel und Wunschhütlein, Jena: Eugen Diederichs 1912, 244 Seiten mit Holzschnitten, erste Auflage dieser Ausgabe in dieser Reihe hergestellt von Richard Benz, Druck von der Offizin W. Drugulin in Leipzig

## Sekundärliteratur
- Walter Raitz: Fortunatus. Wilhelm Fink, München 1984, ISBN 3-7705-2096-3.
- Anna Mühlherr: „Melusine“ und „Fortunatus“. Verrätselter und verweigerter Sinn. Tübingen 1993.
- Sebastian Speth: Dimensionen narrativer Sinnstiftung im frühneuhochdeutschen Prosaroman. Textgeschichtliche Interpretation von 'Fortunatus' und 'Herzog Ernst'. Berlin 2017.
- Gudrun Bamberger: Poetologie im Prosaroman. Fortunatus – Wickram – Faustbuch. Würzburg 2018.